# Кросновский, Николай Франциск
Николай Франциск Кросновский (пол. Mikołaj Franciszek Krosnowski, Франц Ян Кросновский (?); 1650 – 20 декабря 1723 года) — военный и государственный деятель Речи Посполитой. Воевода черниговский (1717—1723), сенатор. Львовский стольник и подкоморий. Представитель польского шляхетского рода Кросновские герба Юноша.

## Биография
По данным К. Несецкого, Франц Ян Кросновский был сыном львовского подкомория Войцеха Кросновского и его жены, имя которой не сохранилось,  известно только, что она была последней представительницей рода Васючинских. А. Бонецкий утверждает, что он был сыном Ольбрахта Кросновского, львовского подстаросты с 1662 года и подкомория с 1671 года.
Франц Ян Кросновский был племянником львовского католического архиепископа Николая Кросновского. Способствовал распространению католичества на землях Русского воеводства. Предоставлял средства для школ при Львовской иезуитской коллегии. Купил у помещика Станислава Коритко село Тулиголово и даровал его львовской иезуитской коллегии. 
Около 1690 года женился на Анне-Марианне Раевской герба Холева, дочери вислицкого каштеляна. Имел от нее дочь Катажину, в дальнейшем жену хмельницкого старосты Якуба Потоцкого (ум. в 1711 году), а затем — подольского воеводы Стефана Гумецкого.
В 1683-1699 годах участвовал в Польско-турецкой войне. В 1717 году стал воеводой черниговским.
Умер 17 декабря 1723 года. Был похоронен в Львовском латинском кафедральном соборе (бывшая часовня Бучацких). В соборе сохранились его надгробие с эпитафией.